# هپاتیت
هپاتیت (به انگلیسی: Hepatitis) به معنی التهاب در پارانشیم کبد است و می‌تواند به دلایل مختلفی ایجاد شود که بعضی از آن‌ها قابل سرایت هستند و برخی مسری نیستند. از عوامل ایجاد هپاتیت می‌توان به افراط در مصرف الکل، اثر برخی داروها، آلودگی به باکتری و ویروس اشاره نمود. هپاتیت ویروسی منجر به عفونت کبدی می‌شود.
واکسن هپاتیت در ایران در فواصل زمانی ۱۰ ساله تزریق می‌شود عامل بیماری هپاتیت ویرال (ویروسی) یک ویروس است و در ابتدا می‌تواند مثل یک سرماخوردگی بروز نماید. ولی بیماری مزمن هپاتیت C برعکس سرماخوردگی معمولی به دلیل از کار افتادن کبد و مشکل بودن درمان می‌تواند زندگی بیمار را تهدید کند. بیشتر مبتلایان به هپاتیت از نوع C و B علایمی ندارند. برخی از این بیماران علائم سرشتی عفونت ویروسی از قبیل خستگی، دل درد، لاغری شدید، درد عضلانی و تهوع و بی‌اشتهایی را نشان می‌دهند. ولی در موارد پیشرفته علائم نارسایی کبدی بروز می‌کند که شامل تورم شکم، اندام‌ها، یرقان، و خونریزی‌های گوارشی و … است.
حدود ۷۵ الی ۸۰ درصد از افرادی که تازه به این ویروس مبتلا شده‌اند، دچار پیشرفت و مزمن شدن این بیماری شده و از بین آن‌ها نیز ۶ الی ۷۰ درصد به بیماری‌های مزمن کبدی دچار می‌شوند. از بین این افراد حدود ۵ الی ۲۰ درصد به سیروز کبدی مبتلا شده و ۱ الی ۵ درصد آنان بر اثر بیماری سیروز کبدی یا سرطان کبد می‌میرند.

## انواع

### هپاتیت ویروسی

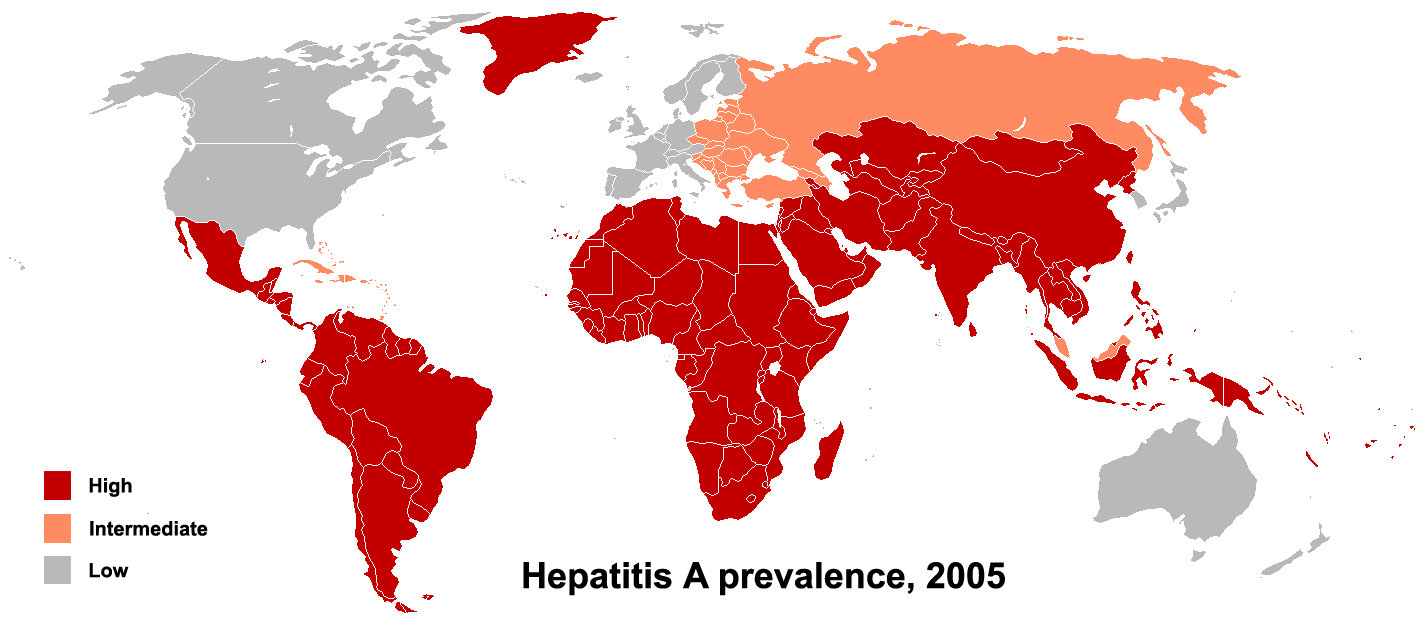
همه‌گیری هپاتیت A در جهان

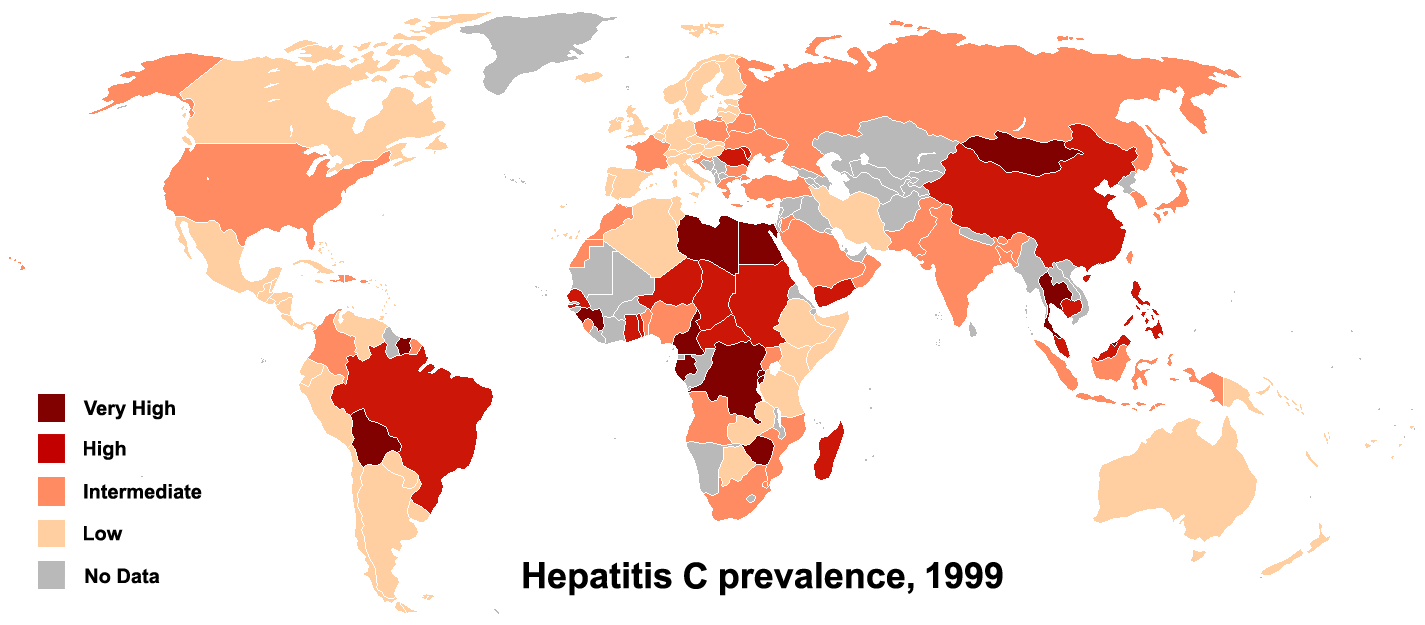
همه‌گیری هپاتیت C در جهان

در حال حاضر ۸ نوع از این ویروس شناخته شده است.
- هپاتیت نوع A
- هپاتیت نوع B
- هپاتیت نوع C
- هپاتیت نوع D (همیشه همراه با نوع B)
- هپاتیت نوع E
- هپاتیت نوع F
- هپاتیت نوع G
- هپاتیت نوع H
- هپاتیت نوع IوJ.K.L.M.N.O.P.Q.R.S.T.U.V.W.X.Y.Z: در حال حاضر ۱۰ تا ۱۵ درصد مبتلایان در هیچ‌کدام از این دسته‌ها قرار نمی‌گیرند به همین دلیل می‌شود انتظار ویروس نوع H را نیز داشت.[۷]

### هپاتیت خودایمنی
نوع دیگری از هپاتیت نیز وجود دارد که بر اثر تخریب سلول‌های کبدی توسط سیستم دفاعی بدن صورت می‌پذیرد و به آن هپاتیت خودایمنی گفته می‌شود. هپاتیت خودایمنی بیماری است که در آن سیستم ایمنی بدن بر اثر پادتن‌های ساخته شده توسط سیستم ایمنی، سلول‌های کبدی را دچار التهاب می‌کند. از علل التهاب کبد می‌توان به هپاتیت‌های ویروسی، استفاده از برخی داروها و تجمع چربی در کبد، هپاتیت خودایمنی یا خودایمنی اشاره کرد. درصورتی که این بیماری مزمن به موقع تشخیص و درمان نشود، کبد فرد دچار نارسایی شدید در عملکرد یا سیروز خواهد شد. علت ایجاد این بیماری هنوز کاملاً شناخته نشده است. اما زنان جوان و دختران بیشتر در معرض این بیماری قرار دارند. به طوریکه حدود ۷۰ درصد این بیماری در زنان دیده می‌شود و کودکان نیز از این بیماری مصون نیستند.
هپاتیت خودایمنی مسری نیست. برخی از بیماران علائم این بیماری را مانند سرما خوردگی شدید یا آنفلوانزا گزارش داده‌اند. از دیگر نشانه‌های شایع بیماری هپاتیت خودایمنی به مواردی زردی (یرقان)، خستگی شدید، بی اشتهایی، درد روی ناحیه کبد، بزرگ شدن کبد، خارش، مدفوع سفید رنگ یا ادرار تیره، درد مفاصل و گاهی جوش‌های شدید صورت در دختران جوان و اختلالات قاعدگی اشاره کرد. گاهی هم بیماران هیچ نشانه ای ندارند و بیماری توسط آزمون عملکرد کبد تشخیص داده می‌شود. آزمایش خون مربوط به آنزیم‌ها کبدی، سونوگرافی و بافت‌برداری کبد از مهم‌ترین ابزارهای تشخیص هپاتیت خودایمنی است. هدف از درمان این بیماری کم کردن التهاب کبد است. با توجه به نقش سیستم ایمنی بدن بیمار در روند بیماری، درمان اصلی مبتلایان از طریق داروهای مهار کننده دستگاه ایمنی است. بیماری سیر پیشرونده خود را در کبد به صورت خاموش طی می‌کند و بیماران گاهی در مراحل پیشرفته به پزشک مراجعه می‌کنند. بر پایه برآورد سازمان بهداشت جهانی، ۳۲۵ میلیون نفر معادل حدود ۴٪ از جمعیت جهان با هپاتیت B یا C زندگی می‌کنند و برای بیشتر آنها آزمایش و معالجه فراتر از دسترس است. سالانه بیش از ۳۴/۱ میلیون مرگ ناشی از این بیماری گزارش می‌شود.
هپاتیت خودایمنی برخلاف دیگر انواع هپاتیت از بیمار به افراد دیگر یا از مادر به جنین منتقل نمی‌شود.

## انتقال

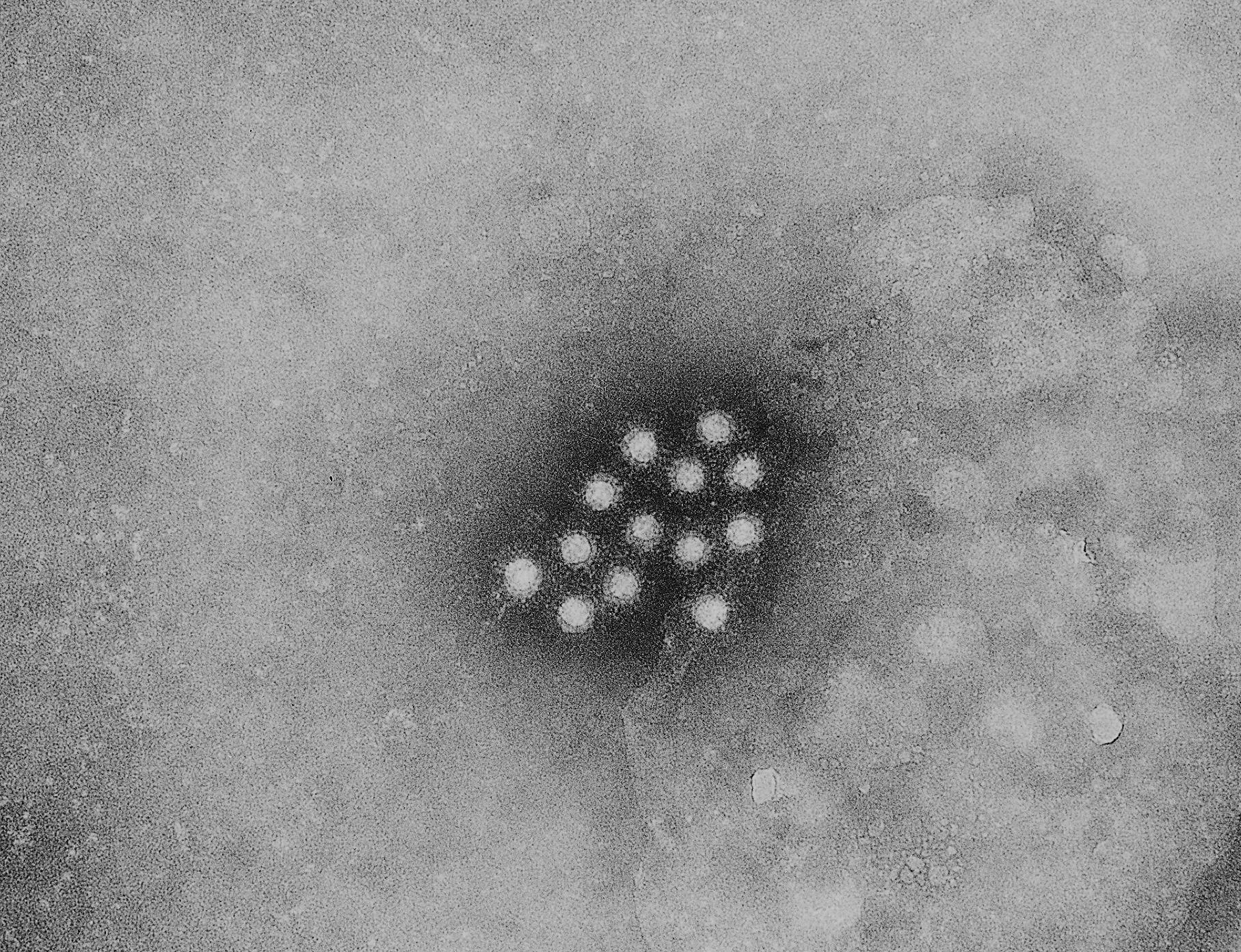
ویروس هپاتیت A

هپاتیت نوع A بیشتر از طریق خوردن غذا و نوشیدن آبی که با مدفوع آلوده در تماس بوده یا در اثر تماس مستقیم با فرد آلوده به ویروس منتقل می‌شود. این بیماری بیشتر در کشوری‌هایی با درآمد پایین و متوسط که وضعیت بهداشتی نامناسبی دارند دیده می‌شود. نشانه‌های این بیماری زود برطرف می‌شوند و معمولاً بیشتر افراد بهبود پیدا می‌کنند. اما می‌تواند موجب نارسایی کبد شود که کشنده است. هپاتیت نوع A معمولاً به‌صورت موج‌های عفونی و به‌صورت همه‌گیری در مناطقی که دارای آب و خوراک آلوده هستند ایجاد می‌شود. نمونه آن، همه‌گیری هپاتیت A در سال ۱۹۹۸ در شانگهای است که ۳۰۰۰۰۰ نفر دچار عفونت شدند. پس از این همه‌گیری چین، جمعیت خود را واکسینه کرد.
هپاتیت نوع B بیشتر از طریق مادر به کودک در هنگام تولد و زایمان، در اثر تماس کودک با کودک، یا از طریق سوزن و سرنگ‌های آلوده، خال‌کوبی، سوراخ‌کاری بدن، یا آلوده شدن از طریق خون‌آلوده، و اشتراک گذاری مایعات بدنی از جمله در هنگام رابطه جنسی منتقل می‌شود.
هپاتیت نوع C و D نیز در اثر تماس با خون‌آلوده مانند استفاده مشترک از سوزن و سرنگ یا در اثر تزریق خون‌آلوده ایجاد می‌شود. فقط افرادی که دچار هپاتیت B هستند (۵٪ افرادی که دچار عفونت مزمن نوع B می‌شوند) به عفونت هپاتیت نوع D مبتلا می‌شوند.
هپاتیت نوع E در اثر خوردن و نوشیدن غذا و آب آلوده ایجاد می‌شود. این نوع هپاتیت بیشتر در شرق و جنوب آسیا رایج است و به‌ویژه می‌تواند برای زنان باردار خطرناک باشد.

## جهان‌گیری
بر پایه برآورد سازمان جهانی بهداشت ۲۵۴ میلیون نفر به هپاتیت مزمن نوع B و ۵۰ میلیون نفر به هپاتیت مزمن نوع C مبتلا هستند. بر پایه تخمین این سازمان هرسال بیش از دو میلیون مورد جدید، به‌شمار مبتلایان به این بیماری افزوده می‌شود.
این سازمان دربارهٔ هپاتیت نوع B می‌گوید:
- ۹۷ میلیون نفر در تقسیم‌بندی حوزه غربی اقیانوس آرام بوسیله سازمان بهداشت جهانی (شامل چین، ژاپن و استرالیا) به‌طور مزمن مبتلا به این‌گونه هپاتیت هستند.
- ۶۵ میلیون نفر در آفریقا به نوع B هپاتیت مبتلا هستند.
- ۶۱ میلیون نفر در حوزه جنوب شرق آسیا (شامل هند، تایلند و اندونزی می‌شود) به نوع B هپاتیت دچار هستند.

سالانه ۲۰ میلیون نفر در سراسر جهان به هپاتیت نوع E مبتلا می‌شوند. هپاتیت E در سال ۲۰۱۵ موجب مرگ ۴۴ هزار نفر شد. این نوع هپاتیت در جنوب و شرق آسیا بیشتر از دیگر نقاط جهان شایع است.
سازمان جهانی بهداشت می‌گوید شمار مرگ ناشی از ویروس هپاتیت در حال بالا رفتن است. بر پایه برآوردهای این سازمان، شمار مرگ از یک میلیون و ۱۰۰ هزار نفر در سال ۲۰۱۹ به یک میلیون و ۳۰۰ هزار نفر در سال ۲۰۲۲ رسیده است. دسترسی به آزمایش هپاتیت هنوز مشکل است؛ زیرا فقط ۶۰٪ کشورهای جهان آزمایش یا درمان رایگان یا با یارانه برای این بیماری ارائه می‌دهند. در آفریقا تنها یک سوم کشورها چنین خدماتی ارائه می‌دهند. سازمان جهانی بهداشت برنامه دارد ۲۰۳۰ شمار مبتلایان به هپاتیت نوع B و C را تا ۹۰ درصد و مرگ بر اثر آن را تا ۶۵ درصد کاهش دهد.

## آزمایش‌ها
از دیگر نکات مهم در مورد این ویروس این است که به تدریج به کبد آسیب می‌رساند. یک کبد سالم مواد شیمیایی مورد نیاز بدن را می‌سازد و مواد سمی را از خون خارج می‌کند. در صورت ابتلا به این بیماری کبد ملتهب می‌شود و بافت طبیعی تخریب شده به جای آن بافت فیبری و فرسوده می‌ماند.
پس از تشخیص پزشک آزمایش کبد انجام می‌گیرد. این کار از طریق آزمایش‌های خون، سونوگرافی و نمونه‌برداری از کبد انجام می‌شود که کار بسیار آسانی است و از طریق بی‌حسی موضعی و با یک سوزن نمونه‌گیری انجام شده و بیمار حداکثر یک روز در بیمارستان بستری می‌شود. پژوهشگران ایرانی نانو ابزار کاغذی را برای آنالیز DNA ابداع کردند که قادر به تشخیص سریع و ارزان بیماری‌هایی همچون هپاتیت B و ناباروری در مردان است.

## پیشگیری
در هپاتیت، پیشگیری بهترین راه است. برای جلوگیری از انتشار این ویروس کارهای زیر ضروری به نظر می‌رسد:
- زخم و بریدگی‌های پوست را خودتان پانسمان کنید. در صورت نیاز به کمک برای پانسمان زخم از دستکش استریل استفاده شود.
- شستن مرتب دست‌ها قبل از خوردن غذا و بعد از رفتن به دستشویی[۱۰]
- در صورتی که به این بیماری مبتلا هستید، خون، پلاسما و اعضای بدن و بافت اهداء نکنید.
- عدم استفاده از لوازم شخصی دیگران به‌طور مشترک.
- به یاد داشته باشید غیر از واکسن نوع B این بیماری، این بیماری واکسن و درمان کامل ندارد. از این رو پیشگیری از آلودگی دیگران با عمل به توصیه‌های بهداشتی بر عهدهٔ شما است.
- ویروس از طریق ایزوپروپیل الکل، نور خورشید (پرتو فرابنفش)، پرتو گاما، گرما، بتا-پروپیولاکتون، و فرمالدهید به راحتی از بین می‌رود؛ بنابراین شستن و ضد عفونی کردن سطوح آلوده با این مواد علاوه بر هپاتیت B از هپاتیت A ویروس HIV هپاتیت C پاپیلوما انسانی و بیماری‌های دیگر که از طریق خون و سطوح تیز آلوده وارد بدن می‌شوند نیز پیشگیری می‌کند.
- غذاهای حاوی جگر، باید کاملاً پخته شوند تا از ابتلا به هپاتیت E جلوگیری شود.[۱۰]
- دفع مناسب فاضلاب در جامعه[۱۰]

## درمان
در هپاتیت A استراحت در بستر در طی دوران حاد، مصرف غذاهای مغذی، داروهای ضد ویروسی مانند اینترفرون پگیله و ریباویرین، تجویز سرم قندی و دادن مایعات کافی، و رعایت اصول بهداشتی مهم است.
تجویز ایمنوگلوبولین B و استفاده از داروی ضد ویروسی تنوفوویر در هپاتیت B بلافاصله پس از تماس خونی با فرد هپاتیت می‌تواند مؤثر باشد.
هپاتیت C درمان قطعی و واکسن ندارد و خطرناکترین نوع هپاتیت است. واکسن هپاتیت نوع E به‌طور گسترده در دسترس نیست. واکسن هپاتیت نوع B تا ۲۰ سال مصونیت ایمنی می‌دهد.

## در ایران
در ایران بالغ بر ۳٪ افراد آلوده به این ویروس هستند.